# James Starks
James Darell Starks (Niagara Falls, 25 febbraio 1986) è un giocatore di football americano statunitense che gioca nel ruolo di running back per i Green Bay Packers della National Football League (NFL). Fu scelto nel corso del sesto giro (193º assoluto) del Draft NFL 2010 dai Packers. Al college ha giocato a football a Buffalo.

## Carriera professionistica

### Green Bay Packers

#### Stagione 2010
Starks fu scelto dai Packers nel corso del sesto giro del Draft 2010. A causa di un infortunio nel training camp fu messo in lista infortunati, in cui rimase fino al 10 novembre, quando debuttò nella lega contro i San Francisco 49ers, con 18 portate per 73 yard. Il 9 gennaio 2011, nel primo turno di playoff contro i Philadelphia Eagles, Starks superò il record per un rookie dei Packers di yard corse in una partita di playoff. Il suo primo touchdown giunse contro i Chicago Bears nella finale della NFC. Due settimane dopo, Starks corse 52 yard su 11 possessi nel trionfo di Green Bay sui Pittsburgh Steelers nel Super Bowl XLV.
Nella settimana prima del Super Bowl, la sua città natale, Niagara Falls, fu decorata di verde e oro in suo onore. Il lunedì successivo, Starks incontrò il sindaco di Niagara Paul Dyster.

#### Stagione 2011
La stagione successiva, Starks aumentò il minutaggio a propria disposizione. Nel debutto in casa contro i New Orleans Saints, il giocatore segnò il suo primo touchdown in carriera nella stagione regolare. La settimana successiva, in trasferta contro i Carolina Panthers, egli corse il massimo stagionale con 85 yard. I Packers conclusero col miglior record della lega, 15-1, ma furono eliminati anzitempo nei playoff dai New York Giants, gara in cui Starks corse 43 yard su 6 tentativi, oltre a 4 ricezioni per 24 yard.

#### Stagione 2012
Nella stagione 2012, Starks scese in campo sporadicamente, concludendo con 6 presenze, 2 delle quali come titolare, 255 yard complessive corse e un touchdown segnato nella vittoria della settimana 13 contro i Minnesota Vikings.

#### Stagione 2013
Nella settimana 2, entrato a inizio partita al posto dell'infortunato Eddie Lacy, Starks si fece trovare pronto correndo 135 yard e segnando un touchdown. Fu il primo giocatore dei Packers a superare le 100 yard corse in una gara da 45 partite. Per questa prestazione fu premiato per la prima volta in carriera come miglior running back della settimana. Dopo essere partito come titolare nella gara successiva fu costretto a rimanere per un mese fuori dai campi di gioco per un infortunio. Tornò a giocare nella settimana 8 contro i Minnesota Vikings correndo 57 yard e segnando un touchdown. Andò a segno anche nel Monday Night Football della settimana successiva ma i Packers furono sconfitti dai Chicago Bears. Nella settimana 15 segnò un touchdown su ricezione in trasferta contro i Dallas Cowboys coi Packers che passarono da uno svantaggio di 26-3 alla fine del primo tempo alla vittoria in rimonta per 37-36. Fu la prima vittoria di Green a Dallas dalla stagione 1989.

#### Stagione 2014
Il primo touchdown della stagione, Starks lo segnò nel settimo turno contro i Panthers, mentre il secondo nel Monday Night del quattordicesimo turno contro i Falcons, in cui guidò i suoi con un massimo stagionale di 75 yard corse alla quinta vittoria consecutiva.

#### Stagione 2015
Con Eddie Lacy infortunato, Starks ebbe spazio nella prima metà della stagione 2015. Il primo touchdown lo segnò nel sesto turno dopo una corsa da 65 yard, concludendo la gara contro i Chargers con 112 yard corse in dieci tentativi. La sua stagione regolare si chiuse con un nuovo primato personale di 601 yard corse, oltre a due touchdown. Nei playoff, Starks andò a segno nella gara del primo turno vinta in casa dei Redskins.

## Palmarès

### Franchigia
- Super Bowl : 1

Green Bay Packers: Super Bowl XLV
- National Football Conference Championship: 1

Green Bay Packers: 2010

### Individuale
- Running back della settimana: 1

2ª del 2013

## Statistiche
| Partite totali             | 24    |
| Partite totali da titolare | 2     |
| Yard su corsa              | 1 066 |
| Touchdown su corsa         | 3     |